# San Diego (Akil)
San Diego es una localidad del municipio de Akil en Yucatán, México.

## Toponimia
El nombre (San Diego) hace referencia a Diego de Alcalá.

## Localización
La población de San Diego se encuentra al sur de Akil.

## Datos históricos
- El 8 de abril de 1919 pasa por decreto del municipio de Tekax al de Akil.

## Demografía
Según el censo de 2005 realizado por el INEGI, la población de la localidad era de 37 habitantes, de los cuales 15 eran hombres y 22 eran mujeres.
| 8                           | 1 | 19 | 27 | 33 | 33 | 52 | 34 | 77 | 22 | 21 | 21 | 37 |
| (Fuente: INEGI [Consultar]) |   |    |    |    |    |    |    |    |    |    |    |    |